# Nebojša Bogavac
Nebojša Bogavac (* 14. Dezember 1973 in Bijelo Polje, SFR Jugoslawien) ist ein ehemaliger montenegrinischer Basketballspieler. Neben seinem Heimatland und einer Spielzeit in der spanischen Liga ACB war Bogavac insbesondere in der französischen LNB Pro A aktiv. Der EM-Teilnehmer von 2003 gewann mit KK Hemofarm 2005 die Adria-Liga (ABA) sowie 2009 mit ASVEL die französische Meisterschaft.
Bogavac spielte bis 2001 beim KK Lovćen aus Cetinje, bevor er vom serbischen Korać-Cup-Finalisten KK Hemofarm aus Vršac unter Vertrag genommen wurde. Mit diesem Verein erreichte er einmal 2003 das serbisch-montenegrinische Pokalfinale und wurde zweimal Vizemeister 2004 und 2005, jeweils nach Niederlagen gegen KK Partizan Belgrad. Dafür konnte man 2005 Partizan im Finale der ABA besiegen, bei dem Bogavac als MVP des Finales sowie als bester Verteidiger der ABA-Saison 2004/05 ausgezeichnet wurde, und den ersten Titelgewinn des Vereins feiern. Im Halbfinale des ULEB Cup 2004/05 verspielte man im Rückspiel gegen Makedonikos einen 23-Punkte-Vorsprung aus dem Hinspiel und schied nach der 65:96-Niederlage in Kozani aus. Anschließend wechselte der serbisch-montenegrinische Nationalspieler, der bei der Endrunde der Basketball-Europameisterschaft 2003 in Schweden nach der Niederlage im Viertelfinale gegen den späteren Titelträger Litauen mit der Nationalmannschaft Sechster geworden war, ins Ausland nach Spanien.
Mit Leche Río Breogán, so der Sponsorenname des Basketballvereins aus dem galicischen Lugo, hatte Bogavac wenig Erfolg und man stieg nach der Saison 2005/06 als Tabellenletzter aus der höchsten Spielklasse ab. Er selbst konnte beim Dreipunktewurf-Wettbewerb den Titel als bester Distanzwerfer beim ACB Showtime-Wochenende erringen. Anschließend wechselte er zum französischen Meister MSB aus Le Mans. Nachdem man in der Spielzeit 2006/07 als Titelverteidiger bereits im Viertelfinale der Meisterschafts-Play-offs ausgeschieden war, lief es in der Saison 2007/08 zunächst besser, als man die reguläre Saison als Tabellenerster abschließen konnte. In der Play-off-Halbfinalserie gegen Titelverteidiger Chorale Roanne Basket schied man dann jedoch aus. In der höchsten europäischen Spielklasse EuroLeague schied man jeweils nach der Vorrunde aus.
In der Saison 2008/09 kehrte er zum KK Lovćen nach Montenegro zurück, bevor er im Februar 2009 zu ASVEL aus Lyon zurück in die französische Liga wechselte. Mit dem französischen Rekordmeister wurde er nicht nur Erster der regulären Spielzeit, sondern auch Meister in den Meisterschafts-Play-offs. Mit dem Saisonende endete der Vertrag und er war in der Spielzeit 2009/10 zunächst beim montenegrinischen Erstligisten Gorstak aus Kolašin aktiv, bevor ihn im Dezember 2009 der französische Erstligist Jeanne d'Arc aus dem burgundischen Dijon unter Vertrag nahm. Doch auch ein Trainerwechsel zum finnischen und ehemaligen deutschen Nationaltrainer Henrik Dettmann einen Monat später half nicht, den Verein vor dem Abstieg zu bewahren, den er als Tabellenletzter am Ende der Saison antreten musste. Von Oktober bis Dezember 2010 hatte Bogavac anschließend noch einmal einen Vertrag bei ASVEL.